# John Starling (MP)
John Starling foi eleito membro do Parlamento por Ipswich em 1413.
John era um açougueiro rico, que criava animais em pastagens que possuía ou alugava. Ele foi também oficial de justiça da Ipswich Corporation várias vezes: 1404-05, 1407-8, 1412-3, 1416-7.